# Phil Hill
Philip "Phil" Toll Hill, Jr. (20. april 1927 – 28. august 2008) var en amerikansk racerkører. Han vandt i 1961 Formel 1-mesterskabet som den første og hidtil eneste indfødte amerikaner.